# Simon's Town
Simon's Town (scritto anche Simonstown e, in afrikaans, Simonstad), è una cittadina e una base navale sudafricana, situata sulla costa orientale della Penisola del Capo, nella Provincia del Capo Occidentale. Il suo porto si affaccia sulla False Bay.
La cittadina deve il proprio nome a Simon van der Stel, uno dei primi governatori della Colonia del Capo. Storicamente, Simon's Town è sempre stata una base navale: durante l'occupazione britannica era controllata dalla Royal Navy, oggi ospita la South African Navy. L'importanza strategica del luogo è legata alla posizione stessa del Capo di Buona Speranza, che si trova fra l'Oceano Atlantico e l'Oceano Indiano. Non si tratta comunque di un porto naturale (la Penisola del Capo offre pochissime baie veramente protette); una difesa dalle onde fu costruita con migliaia di blocchi di pietra ricavati dalle montagne antistanti. Nella False Bay, circa 1,5 km al largo della città, sorge il Faro Roman Rock, l'unico faro Sudafricano a non trovarsi sulla terraferma.
Simon's Town appartiene all'agglomerato metropolitano detto "Greater Cape Town".

## Boulders Beach

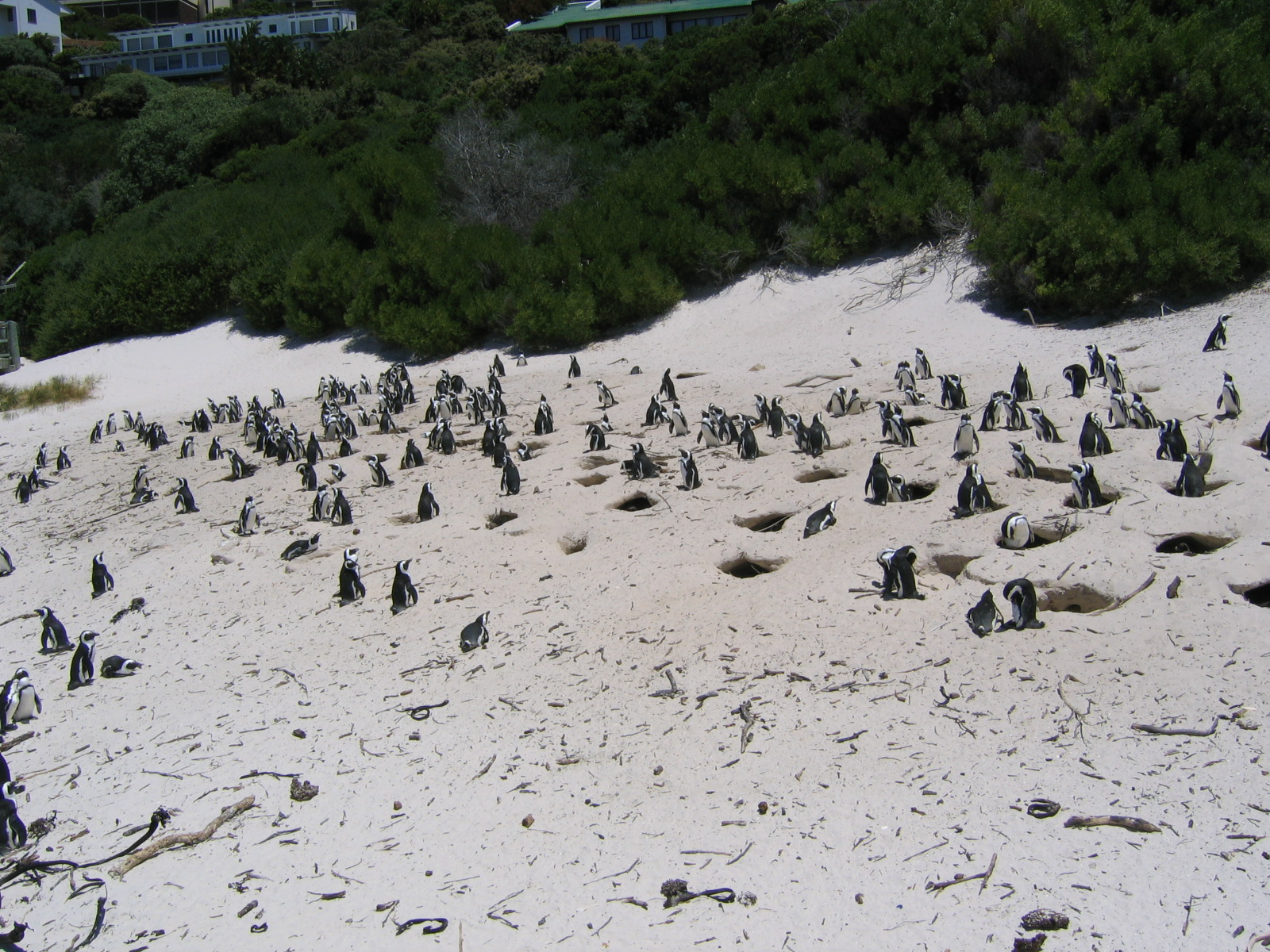
I pinguini di Boulders

Una delle principali attrazioni di Simon's Town è la celebre Boulders Beach, situata pochi chilometri a sud dell'abitato. Si tratta di una delle spiagge più popolari della Penisola e dal 1985 ospita una colonia di pinguini africani. È un fatto notevole che i pinguini si siano stabiliti qui spontaneamente in un momento storico in cui la spiaggia era già frequentata dagli esseri umani.
La spiaggia prende il nome da alcuni "macigni" (boulder) di granito e appartiene all'area del Parco nazionale di Table Mountain.